# Pteroptychus simpliceps
Pteroptychus simpliceps är en skalbaggsart som först beskrevs av Thomas Broun 1880.  Pteroptychus simpliceps ingår i släktet Pteroptychus och familjen långhorningar. Inga underarter finns listade i Catalogue of Life.